# Агґьоль
Агґьоль (Аггьоль, Ах-Гьоль; азерб. Ağgöl) — озеро, розташоване на південний схід від міста Агджабеді Азербайджанської Республіки. Площа озера 2,8 тис. га, глибина від 1,2 до 3,5 м. В озері Агґьоль знайдена наступна рослинність: хара, рдесик, водопериця, очерет і рогіз.
Озеро характерно своїми водно-болотними угіддями площею близько 500 га, що знаходяться на території Аггьольського національного парку, включеними до списку Рамсарської конвенції і тому вважається заповідником світового значення.
Першим вченим, який комплексно обстежив озера Мильської рівнини і відкрив виняткове значення цього району, особливо озера Агґьоль для багатьох видів птахів, що тимчасово або на всю зиму зупиняються тут під час сезонних міграцій, був орнітолог Володимир Виноградов (1909—1982). Саме з його ініціативи в 1965 році на озері Агґьоль створений республіканський заказник.